# 岡山・建部医療福祉専門学校
岡山・建部医療福祉専門学校（おかやま・たけべいりょうふくしせんもんがっこう）は、岡山県岡山市北区建部町福渡にあった3年制の看護師養成の専門学校（専修学校 （専門課程））である。

敷地内に介護老人保健施設「葵の園・岡山福渡」を併設している。

## 概観

### 学校全体
岡山・建部医療福祉専門学校は、2014年4月、岡山県立福渡高等学校の跡地に開設された。3年制の看護学科を有する。

大学等における修学の支援に関する法律（令和元年法律第8号）に基づく高等教育の修学支援新制度（給付奨学金および入学金・授業料の減免）の要件を満たす対象校として文科省の確認を受けていた。

### 教育の理念および目的
教育の理念は、「葵会グループの『“治す”と“防ぐ”を高いレベルで両立し、健康な人生をトータルにケアしていく医療をめざす』の理念のもとに、人間の尊厳と権利を守り、あらゆる健康レベルにある人々に対して、真摯な態度で看護を提供できる人材を育成する」ことである。
教育目的は、「看護に必要な知識・技術・態度を修得し、豊かな感性と自己教育力を養い、保健医療福祉の向上と国際社会および地域社会で貢献できる有能な看護師を育成する」こととされていた。

## 沿革

### 年表
- 2014年3月29日 - 学校施設の竣工式が行われる[1]
- 2014年4月1日 - 「岡山・建部医療福祉専門学校」開校[5]
- 2014年12月 - 敷地内に介護老人保健施設「葵の園・岡山福渡」を併設。
- 2019年4月1日 - 「学校法人葵会学園」が「学校法人いわき明星大学」と合併し、「学校法人医療創生大学」となる[5]
- 2021年1月 - 令和3年度の入学生を最後に学生募集を停止することが発表された[6]。
- 2023年8月3日 - 「令和5年度第1回岡山県私立学校審議会」にて閉校申請の認可が了承される[7]
- 2024年3月31日 - 閉校した。

## 基礎データ

### 所在地
- 〒709-3111　岡山県岡山市北区建部町福渡408-20

### アクセス
- JR津山線の福渡駅より徒歩4分

### 設置学科
- 看護学科

## 取得できる資格
- 看護師国家試験受験資格
- 保健師・助産師の養成機関への受験資格
- 専門士（看護専門課程）称号取得

## 施設

### キャンパス
旧福渡高校の敷地を利用した「自然豊かな広いキャンパス」で、「雄大な景観」を望める。

### 学生寮
学生寮として、「さくら園寮」と「たけべの森寮」(いずれも女子寮)が設けられていた。

## 対外関係

### 関連校
- 千葉・柏リハビリテーション学院 （千葉県柏市）
- 葵会仙台看護専門学校（宮城県仙台市）
- 医療創生大学（福島県いわき市）
- AOI国際医療福祉専門学校（茨城県土浦市）